# Ettore Paganelli
Ettore Paganelli (Alba, 10 giugno 1929) è un politico italiano. È stato deputato per tre legislature, sindaco di Alba dal 1963 al 1969 e consigliere regionale del Piemonte dal 1970 al 1983.